# Natureplus

Logo natureplus

natureplus ist der Name eines Umweltgütesiegels, welches vom gleichnamigen, gemeinnützigen Verein herausgegeben wird. Die Organisation versteht sich als Nichtregierungsorganisation (NGO) und ist ein zivilgesellschaftlich zustande gekommener Interessenverband.

## Entstehung
Eine Fülle von Umweltgütezeichen verwirrte in den 1990er-Jahren nicht nur die Konsumenten, sondern unter anderem auch den Baustoff-Fachhandel bei der Beratung bezüglich umweltgerechter, gesundheitsverträglicher (und nachhaltiger) Baustoffe.
Bemühungen einzelner Unternehmen, mehr Wissenschaftlichkeit in die Beurteilung vor allem von Naturbaustoffen einzubringen (vor allem mit den Forderungen nach transparenten, veröffentlichten Kriterien, Standards bezüglich Umweltverträglichkeit, Gesundheitsverträglichkeit, Gebrauchstauglichkeit) veranlassten beispielsweise 1998 den Baustoffkonzern Raab Karcher zusammen mit dem anerkannten Kölner ECO-Umweltinstitut eine neue Bewertung für ein Handelshaus einzuführen; weitere Handelshäuser (Hagebau zusammen mit TÜV München) folgten dieser Idee.
1999 schlossen sich auf Initiative des Fachhandels eine Reihe von Labelstellen zusammen – damals das ECO-Umweltinstitut in Köln, TÜV Umwelt München, IUG Fulda, IBO Wien und das Bremer Umweltinstitut – um diese Art der Produktauswahl auf ein standardisiertes, nachvollziehbares und transparentes, vor allem aber auch kontrolliertes Niveau zu heben.
2002 wurden die ersten Naturbaustoffe mit dem internationalen Gütezeichen „natureplus“ ausgezeichnet.
Prüfer und Vergabestelle sind getrennte Institutionen, letztere sind von Umwelt- und Verbraucherverbänden getragen und kontrolliert. So hatte im Jahr 2007 der BUND den Vorsitz.
Seitdem haben sich auch zahlreiche Holzhaushersteller und Bauhandwerker verpflichtet, vermehrt natureplus-zertifizierte Produkte einzusetzen. Die beiden Bundesverbände des Baustoff-Fachhandels (BDB) und der Bau- und Heimwerkermärkte (BHB) sowie die Fachhandelsvereinigung für Naturbaustoffe Ökoplus unterstützen dieses Qualitätszeichen.

## Vergaberichtlinien und Vergabekriterien
Voraussetzung für die Auszeichnung eines „Baustoffs“ mit dem Qualitätszeichen natureplus bildet die Erfüllung der Basisrichtlinien von 2011, die für alle Produkte gilt. Der Hersteller muss sämtliche Einsatzstoffe genau deklarieren, eine Volldeklaration der Einsatzstoffe analog der EU-Kosmetik-VO nach abnehmendem Massenanteil angeben, einen Herkunftsnachweis erbringen und der Anteil an nachwachsenden und/oder umweltverträglich gewonnenen mineralischen Rohstoffen (inklusive Wasser) soll in den Produkten maximiert sein. 
Der Einsatz von petrochemischen Stoffen muss auf das technisch Notwendige minimiert sein und sie dürfen nur als Zusatzstoffe zum Einsatz kommen.
In der Regel soll der Anteil der nachwachsenden und mineralischen Rohstoffe mindestens 85 % des Produktes betragen. 
Bei nachwachsenden Rohstoffen bedeutet eine nachhaltige Rohstoffgewinnung
- möglichst weitgehender Verzicht auf Pestizid-, Chemikalien- und Kunstdüngereinsatz
- Vermeidung von Rohstoffen aus nicht nachhaltiger Plantagenwirtschaft
- kein Einsatz von Rohstoffen aus Raubbau (z. B. nicht zertifizierte Tropenhölzer).
- möglichst breite Abstützung auf anerkannte Qualitätssysteme der biologischen Landwirtschaft und der nachhaltigen Forstwirtschaft

Die Laborprüfungen enthalten die vom Verein festgelegten Grenzwerte für Emissionen der verwendeten Inhaltsstoffe (Pestizide, VOC-flüchtige organische Verbindungen, Formaldehyd etc.) und wird in einzelne Produktgruppen unterteilt, in denen die Kriterien und Anforderungen zur Vergabe des Qualitätszeichens geregelt sind.
- RL0100 Dämmstoffe aus nachwachsenden Rohstoffen
- RL0200 Holz und Holzwerkstoffe
- RL0300 Wärmedämmverbundsystem
- RL0400 Dämmstoffe aus expandierten, geblähten oder geschäumten mineralischen Rohstoffen
- RL0500 Dachziegel und Dachsteine
- RL0600 Wandfarben
- RL0700 Oberflächenbeschichtungen aus nachwachsenden Rohstoffen (Lacke, Lasuren, Öle, Wachse)
- RL0800 Putze, Mörtel und mineralische Kleber
- RL0900 Klebstoffe aus nachwachsenden Rohstoffen
- RL1000 Trockenbauplatten
- RL1100 Mauer- und Mantelsteine
- RL1200 Elastische Bodenbeläge
- RL1300 Mineralische Wand- und Bodenbeläge
- RL1400 Textile Bodenbeläge
- RL1500 Holzfenster
- RL1600 Türen
- RL1700 Abdichtungen aus nachwachsenden Rohstoffen
- RL1800 Tapeten
- RL5000 Grundlagenrichtlinien (Chemikalien, Holzherkunft, Naturschutz beim Rohstoffabbau)

## Mitglieder
Tragende Mitglieder von natureplus sind – neben zahlreichen Herstellern und Händlern von Bauprodukten – insbesondere:
- Prüfinstitute: Bremer Umweltinstitut GmbH, eco-Institut GmbH, IBO Österreichisches Institut für Baubiologie und -ökologie GmbH, Indikator GmbH, IUG Institut für Umwelt und Gesundheit, NIBE Nederlands Instituut voor Bouwbiologie en Ecologie bv, TÜV Süd Industrie Service GmbH
- Umweltverbände: Bund für Umwelt und Naturschutz Deutschland, Fondation Ökofonds (Oeko-Zenter Lëtzebuerg a.s.b.l), WWF Schweiz
- Baubiologen
- die Gewerkschaft IG Bauen-Agrar-Umwelt